# Kang Tae Hwan
Kang Tae Hwan (kor. 강태환; * 1944) ist ein südkoreanischer Jazz- und Improvisationsmusiker (Altsaxophon, Komposition).

## Leben und Wirken
Kang Tae Hwan begann in der Grundschule Klarinette zu spielen. Es folgte eine Ausbildung am Konservatorium und eine Begeisterung für Dixieland und Swing; später, während er die Kunsthochschule besuchte, begann er Altsaxophon zu spielen. Kurz wechselte er zum Baritonsaxophon, orientiert an dem Cool Jazz von Gerry Mulligan, um sich dann den grundlegenden Veränderungen im Jazz von John Coltrane und Ornette Coleman zuzuwenden. 1978 gründete er ein Free-Jazz-Trio und entwickelte experimentelle Improvisationen. 1989 legte er das Soloalbum 강태환 – Korean Free Music vor, gefolgt von Tokebi (1991) mit dem Flötisten Kim Suk Chul und einem Livealbum mit der Sängerin Sainkho Namtchylak (Live). Seit den 1970er-Jahren ist Kang für seine Soloauftritte bekannt.
Nach einem Trioalbum mit Masahiko Satoh und Masahiko Togashi (Asian Spirits, 1996) und weiteren Solo-Produktionen (Seven Breath und I Think So) erschienen ab den 2010er-Jahren weitere Live-Mitschnitte Tae Hwangs als Solist (Live at Café Amores) sowie in Duos mit dem Perkussionisten Midori Takada (An Eternal Moment) und mit der Geigerin Haejin Kang (Circle Point). Laut Tom Lord war er zwischen 1988 und 2011 an 22 Aufnahmesessions beteiligt.
Kang Tae Hwan ist der Cousin des Perkussionisten Kim Dae Hwan.

## Würdigung
Nach Ansicht von John Sharpe, der das Album Live at Cafe Amores in All About Jazz rezensierte, erinnere seine Kombination aus Multiphonics, Obertönen und anhaltender Zirkularatmung an einige Soloauftritte von Roscoe Mitchell, während er sich manchmal auch an einen gelasseneren Evan Parker annähere. Um die Obertönigkeit seines Altsaxophons zum Erklingen zu bringen, nutze Kang einen erstaunlich kontrollierten Einsatz von Überblastechniken, der begeistert. Kangs Riff-Geschnatter, Überblastechnik und animalische Klänge klängen oft überraschend sanft, urteilte Ian Patterson. Sogar seine wilderen Höhenflüge würden durch volkstümliche melodische Strömungen gemildert, und in diesem ständigen Schwanken zwischen Grobheit und Lyrik – praktisch ohne Pause – liege eine fesselnde, undefinierbare Spannung.

## Diskographische Hinweise
- 姜 泰 煥 / Kang Tae Hwan (1994/2020), mit Ned Rothenberg, Otomo Yoshihide[5]
- Clearness (1999), mit Ichiraku Yoshimitsu, Uchihashi Kazuhisa
- Kang Tae Hwan Trio: Love Time (2001/2018), mit Yoshimitsu Ichiraku, Makoto Kawabata[6]
- Kang Tae Hwan, Miyeon, Park Je Chun: Improvised Memories (2003)
- Kang Tae Hwan, Miyeon, Park Je Chun: Isaiah (2018)[7]